# Nesocryptias comis
Nesocryptias comis är en insektsart som beskrevs av Ashlock 1966. Nesocryptias comis ingår i släktet Nesocryptias och familjen fröskinnbaggar. Inga underarter finns listade i Catalogue of Life.